# Westerlund 1-26
Westerlund 1-26 oder W26 ist ein extremer Roter Überriese. Mit einem geschätzten Halbmesser, der dem 1.530 bis 1.580-fachen des Sonnenradius (R☉) entspricht, möglicherweise sogar 2.000 R☉, ist er einer der größten derzeit bekannten Sterne und von ähnlicher Größe wie Stephenson 2-18, der einen geschätzten Radius von etwa 2.150 R☉ aufweist.
W26 befindet sich im Supersternhaufen Westerlund 1 im Sternbild Altar (lat. Ara). Er ist rund 16.000 Lichtjahre (ca. 5 kpc) von der Erde entfernt und ist vermutlich bereits als Supernova explodiert. Dies schließen Astronomen aus einem ionisierten Nebel, der den Stern umhüllt. Dieser wurde durch die Europäische Südsternwarte entdeckt. Der aus Wasserstoff bestehende Nebel zeigt an, dass W26 an Masse verliert. Da bereits 1987 ähnliche Prozesse bei dem Blauen Überriesen Sanduleak -69° 202 in der Großen Magellanschen Wolke beobachtet wurden, der wenig später als Supernova 1987A explodierte, könnte dies auf eine ähnliche Entwicklung hindeuten.

## Name
Der Sternhaufen Westerlund 1, in dem sich W26 befindet, wurde vom schwedischen Astronomen Bengt Westerlund im Jahr 1961 entdeckt und nach ihm benannt.